# Leichtathletik-Weltmeisterschaften 2007/20 km Gehen der Frauen

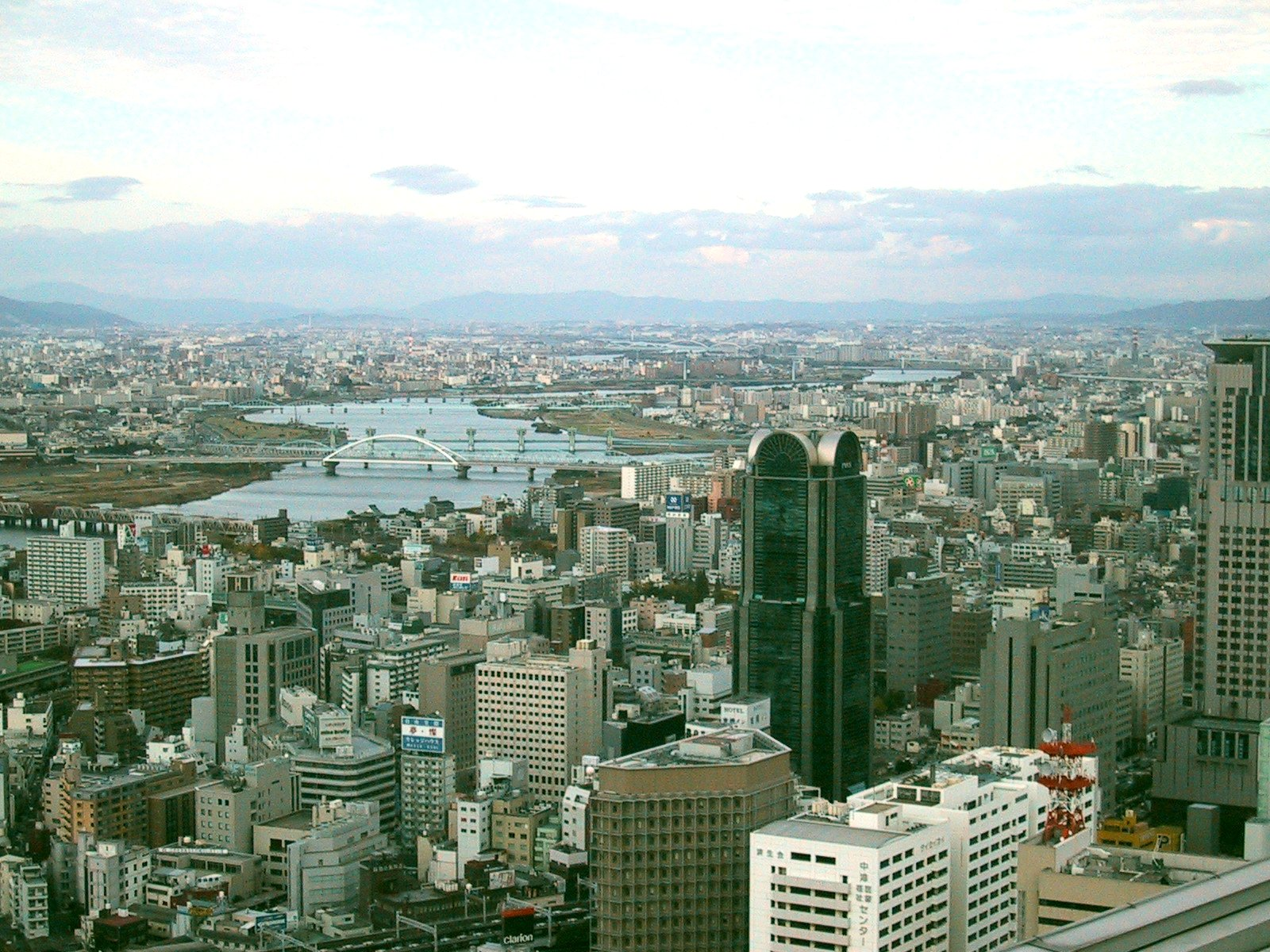
Osaka, Panorama der Stadt

Das 20-km-Gehen der Frauen bei den Leichtathletik-Weltmeisterschaften 2007 wurde am 31. August 2007 in den Straßen der japanischen Stadt Osaka ausgetragen.
Die russischen Geherinnen erzielten in diesem Wettbewerb einen Doppelsieg. Weltmeisterin wurde die Vizeeuropameisterin von 2006 Olga Kaniskina. Silber ging an Tatjana Schemjakina. Die spanische Olympiadritte von 2000 María Vasco errang die Bronzemedaille.

## Bestehende Rekorde
| Weltrekord               | 1:25:41 h | Olimpiada Iwanowa | WM 2005 in Helsinki, Finnland | 7. August 2005 |
| Weltmeisterschaftsrekord | 1:25:41 h | Olimpiada Iwanowa | WM 2005 in Helsinki, Finnland | 7. August 2005 |

Der bestehende WM-Rekord wurde bei diesen Weltmeisterschaften nicht eingestellt und nicht verbessert.

## Durchführung
Hier gab es keine Vorrunde, alle 42 Geherinnen traten gemeinsam zum Finale an.

## Ergebnis
31. August 2007, 8:00 Uhr
| Platz | Name                  | Nation              | Zeit (h) |
| ----- | --------------------- | ------------------- | -------- |
| 1     | Olga Kaniskina        | Russland            | 1:30:09  |
| 2     | Tatjana Schemjakina   | Russland            | 1:30:42  |
| 3     | María Vasco           | Spanien             | 1:30:47  |
| 4     | Kjersti Plätzer       | Norwegen            | 1:31:24  |
| 5     | Susana Feitor         | Portugal            | 1:32:01  |
| 6     | Claudia Ștef          | Rumänien            | 1:32:47  |
| 7     | Inês Henriques        | Portugal            | 1:33:06  |
| 8     | Sabine Zimmer         | Deutschland         | 1:33:23  |
| 9     | Tatjana Sibiljowa     | Russland            | 1:33:29  |
| 10    | Mayumi Kawasaki       | Japan               | 1:33:35  |
| 11    | Vera Santos           | Portugal            | 1:34:28  |
| 12    | María José Poves      | Spanien             | 1:35:06  |
| 13    | Beatriz Pascual       | Spanien             | 1:35:13  |
| 14    | Melanie Seeger        | Deutschland         | 1:35:30  |
| 15    | Song Hongjuan         | Volksrepublik China | 1:35:44  |
| 16    | Elena Ginko           | Belarus             | 1:35:59  |
| 17    | Olive Loughnane       | Irland              | 1:36:00  |
| 18    | Zuzana Malíková       | Slowakei            | 1:36:26  |
| 19    | Liu Hong              | Volksrepublik China | 1:36:40  |
| 20    | Barbora Dibelková     | Tschechien          | 1:36:45  |
| 21    | Marie Polli           | Schweiz             | 1:36:54  |
| 22    | Sonata Milušauskaité  | Litauen             | 1:37:28  |
| 23    | Sylwia Korzeniowska   | Polen               | 1:37:38  |
| 24    | Mária Gáliková        | Tschechien          | 1:38:54  |
| 25    | Johanna Atkinson      | Großbritannien      | 1:39:33  |
| 26    | Kim Mi-jung           | Südkorea            | 1:41:33  |
| 27    | Masumi Fuchise        | Japan               | 1:41:49  |
| 28    | Swetlana Tolstaja     | Kasachstan          | 1:41:54  |
| 29    | Yadira Guamán         | Ecuador             | 1:42:17  |
| 30    | Tania Regina Spindler | Brasilien           | 1:43:56  |
| 31    | Sandra Zapata         | Kolumbien           | 1:44:42  |
| 32    | Yeliz Ay              | Türkei              | 1:45:52  |
| 33    | Geovana Irusta        | Bolivien            | 1:47:15  |
| DNF   | Jolanta Dukure        | Lettland            |          |
| DNF   | Elisa Rigaudo         | Italien             |          |
| DNF   | Olimpiada Iwanowa     | Russland            |          |
| DNF   | Athanasia Tsoumeleka  | Griechenland        |          |
| DNF   | Jiang Jing            | Volksrepublik China |          |
| DSQ   | Miriam Ramón          | Ecuador             |          |
| DSQ   | Jane Saville          | Australien          |          |
| DSQ   | Ryoko Sakakura        | Japan               |          |
| DSQ   | Teresa Vaill          | USA                 |          |

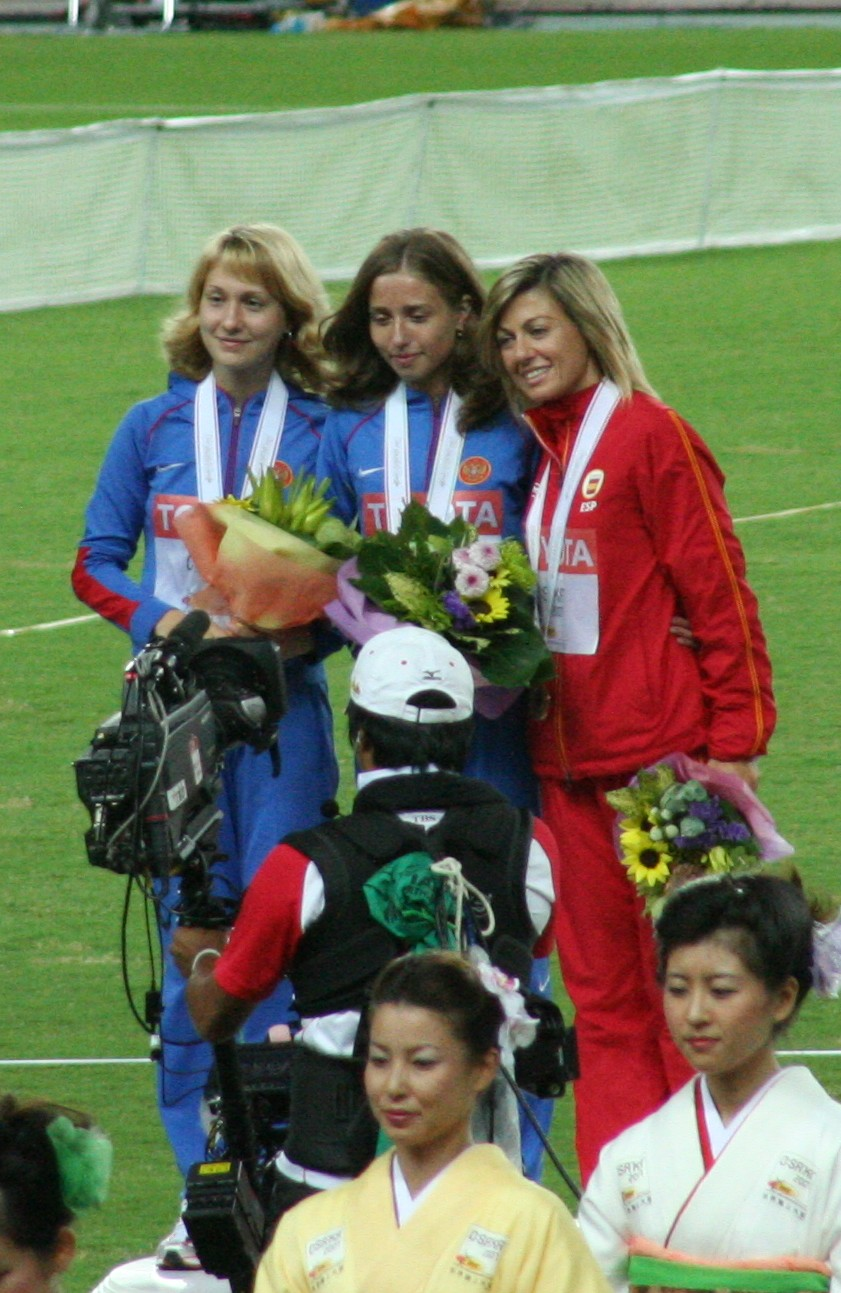
Die Medaillengewinnerinnen bei der Siegerehrung

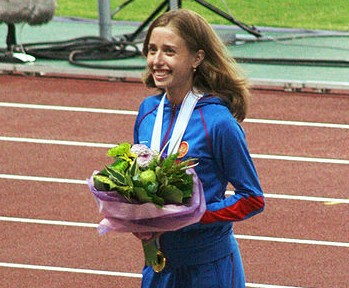
Weltmeisterin Olga Kaniskina

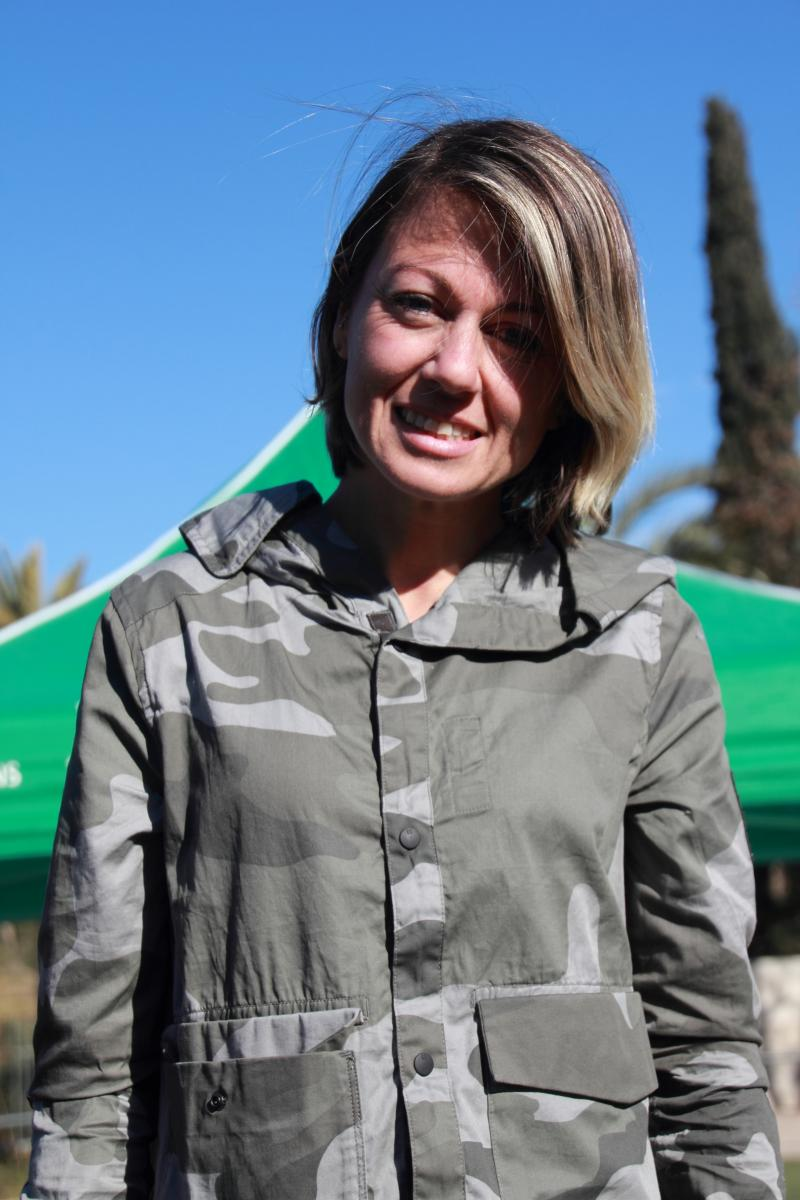
Wie bei den Olympischen Spielen 2000 gab es Bronze für María Vasco
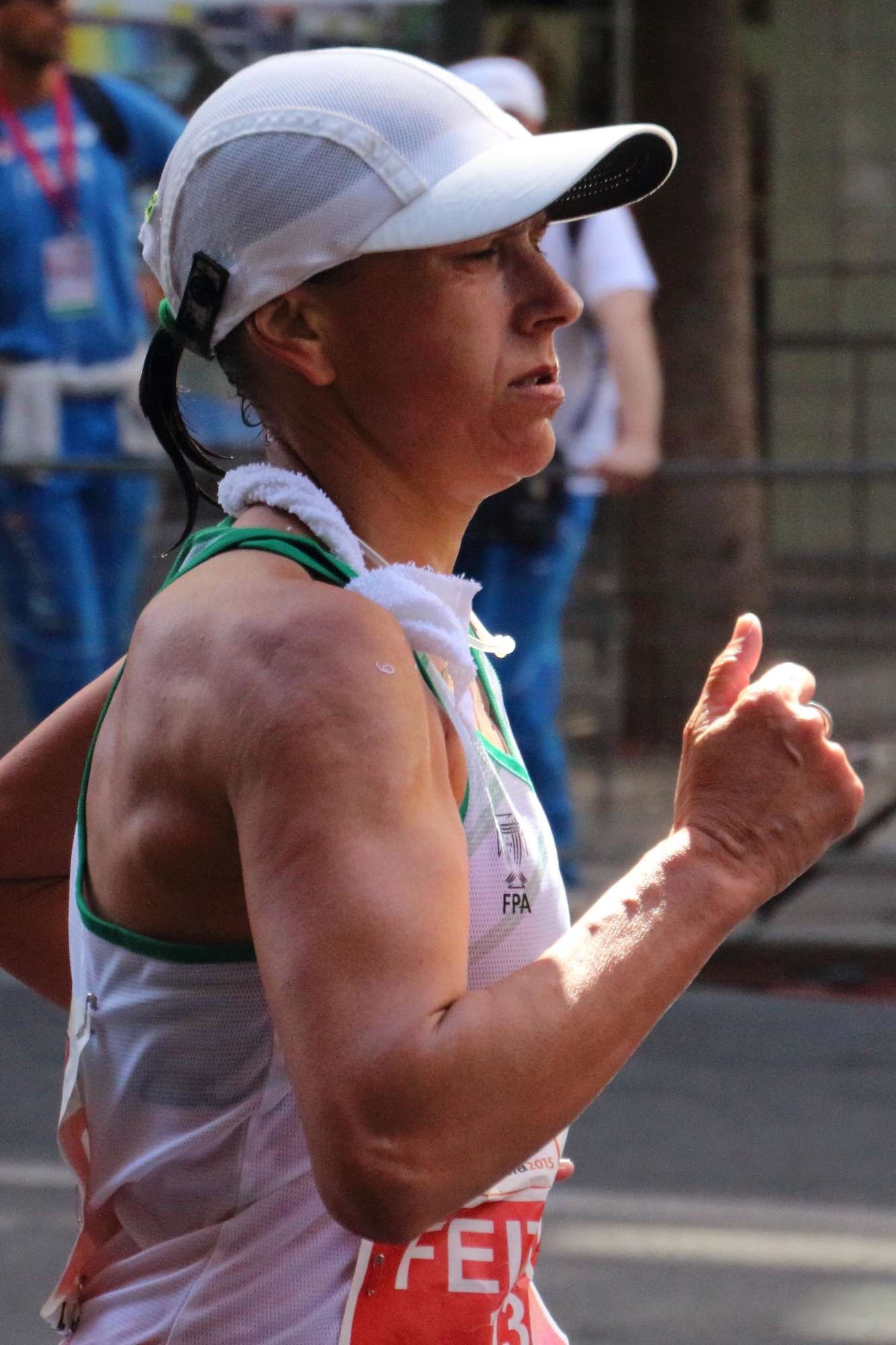
Susana Feitor, 2005 WM-Dritte, belegte diesmal Rang vier
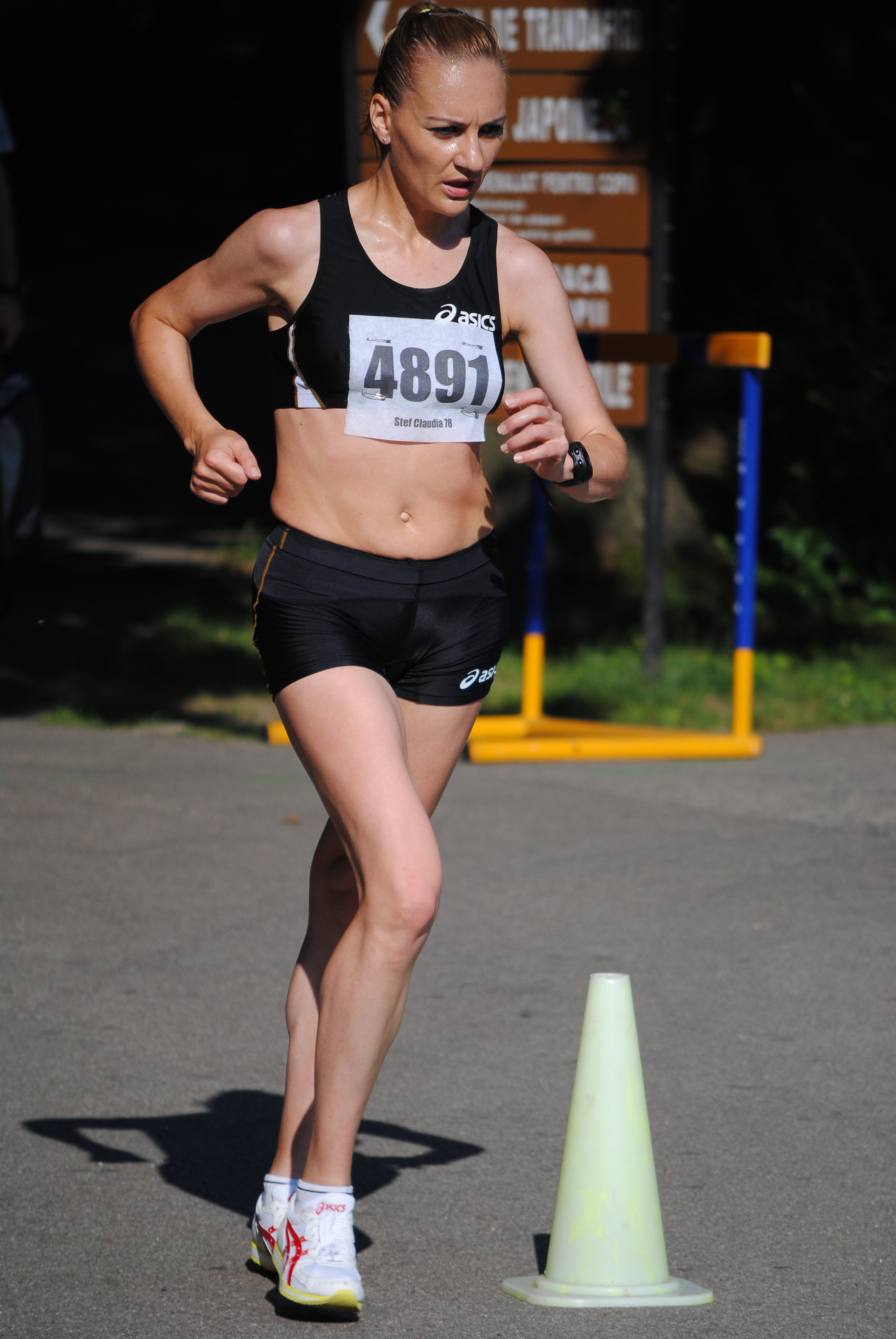
Die sechstplatzierte Claudia Ștef
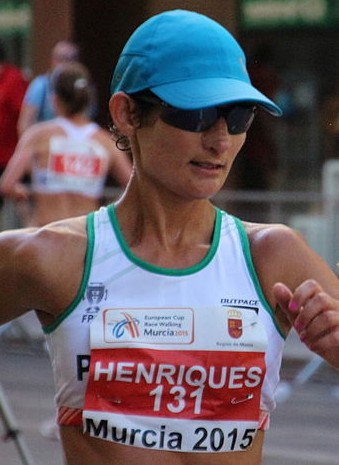
Inês Henriques – Rang sieben
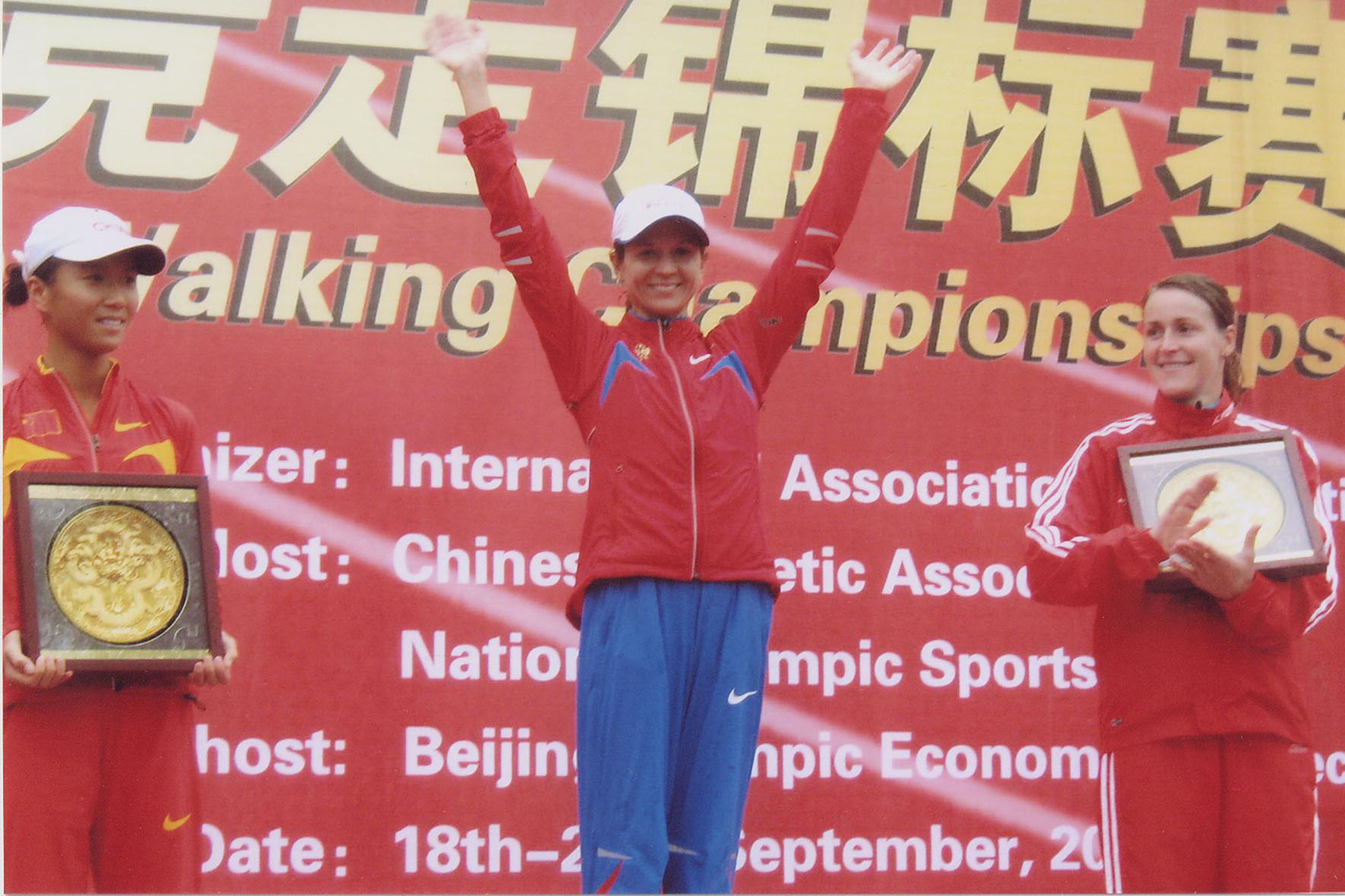
Tatjana Sibilewa (Mitte, bei einer Siegerehrung des Jahres 2010) kam auf den neunten Platz
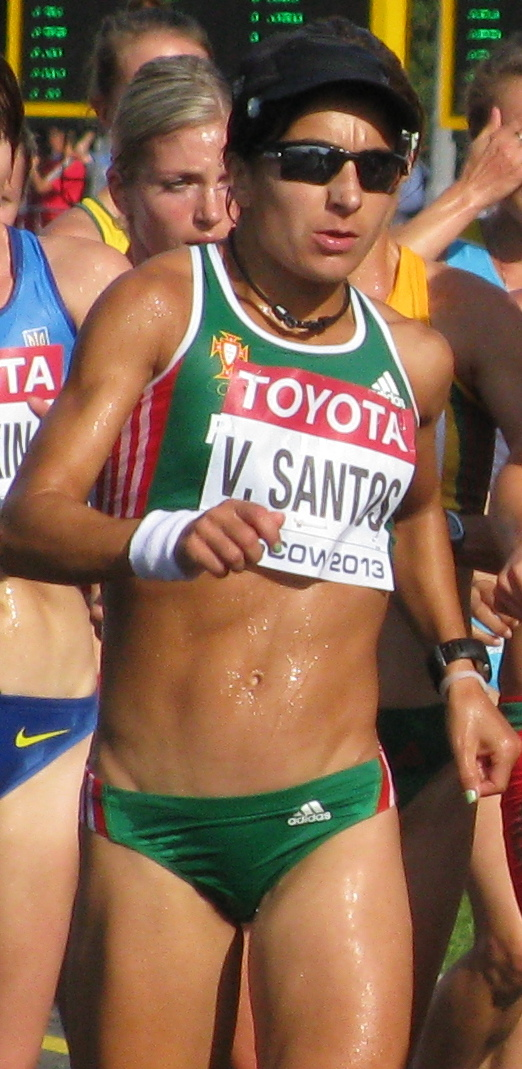
Vera Santos – Rang elf
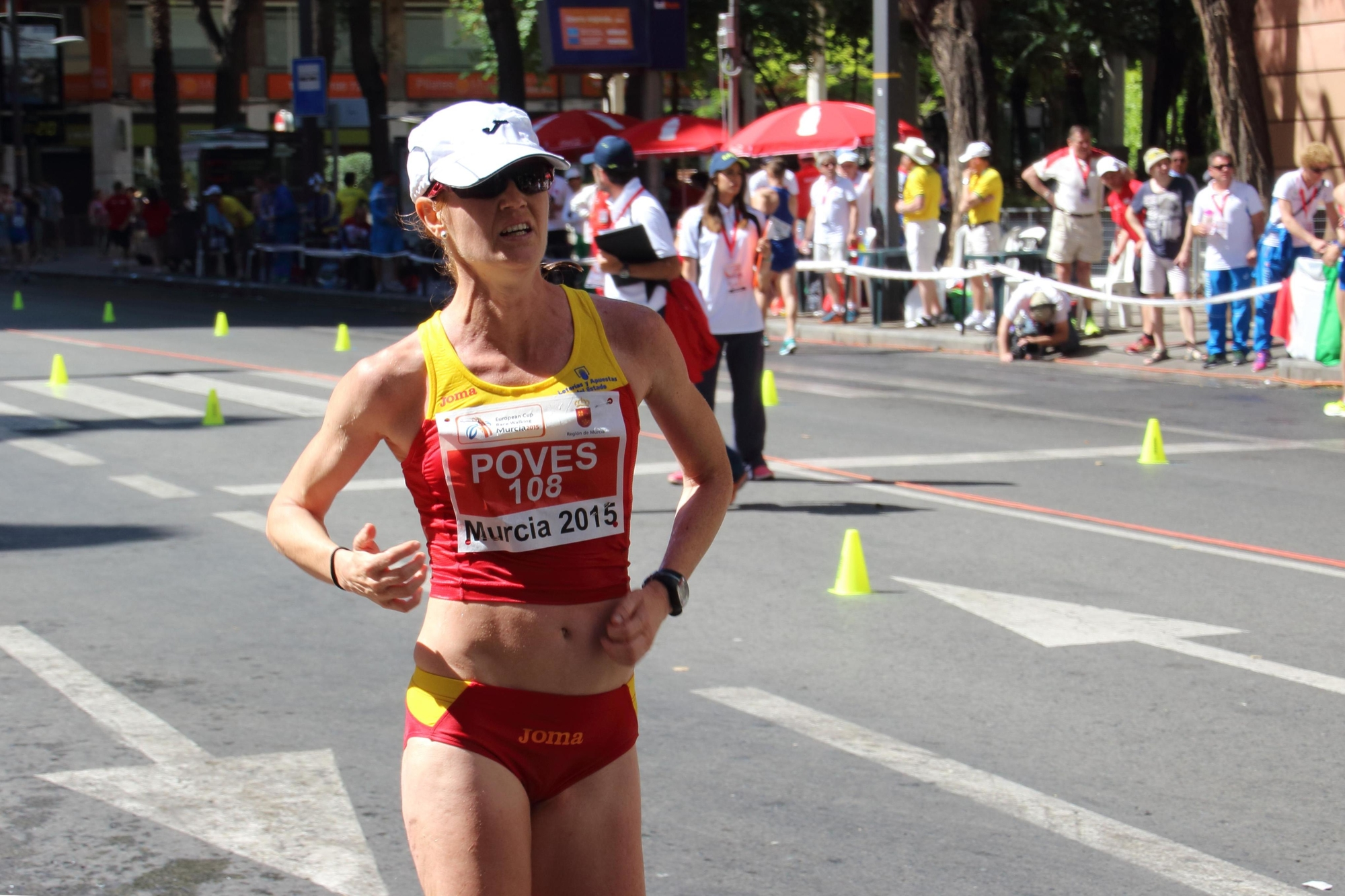
María José Poves erreichte Platz zwölf
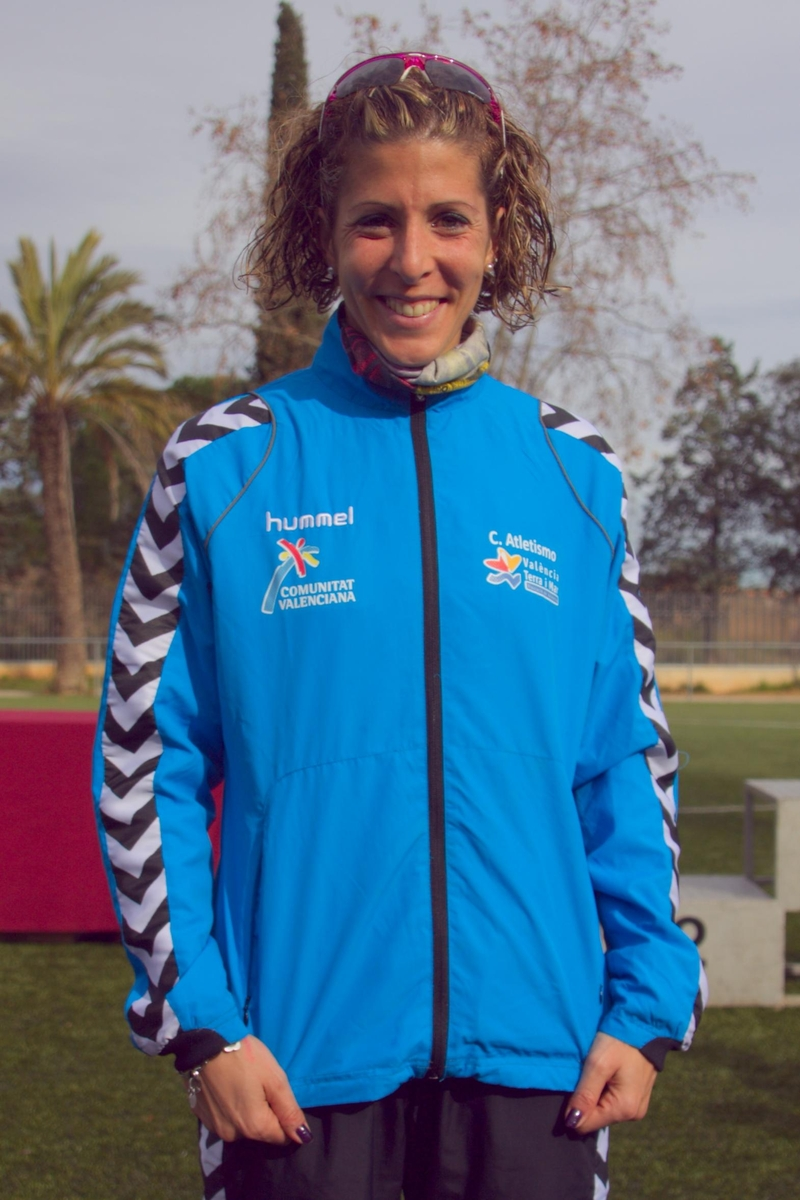
Beatriz Pascual wurde Dreizehnte
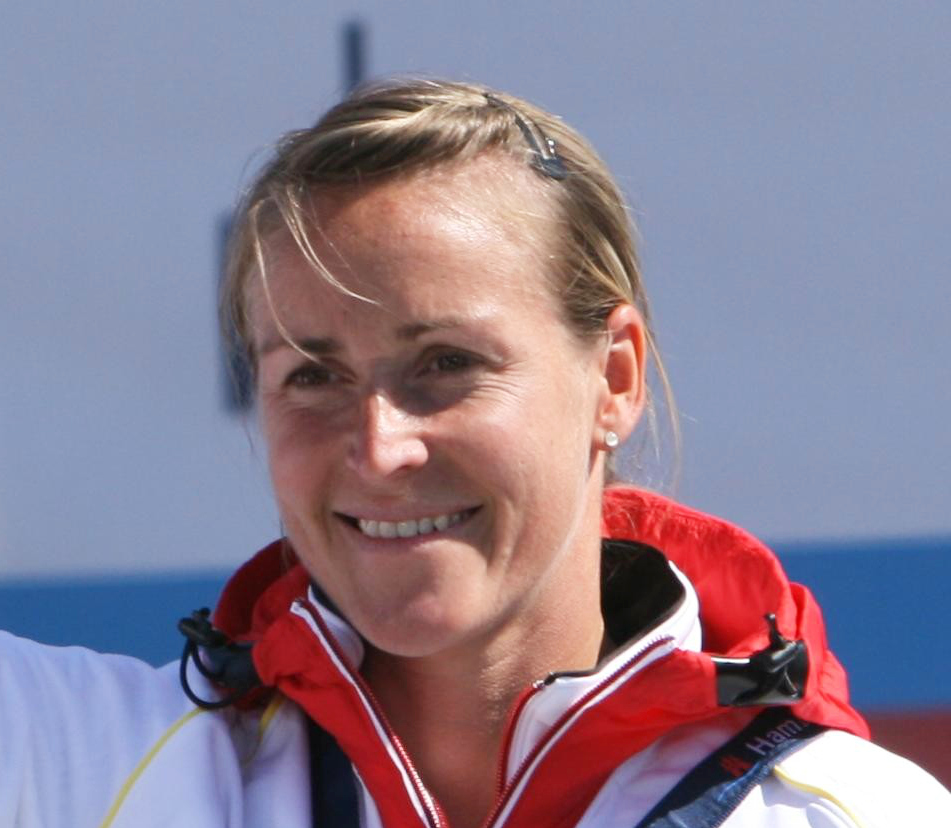
Rang vierzehn für Melanie Seeger
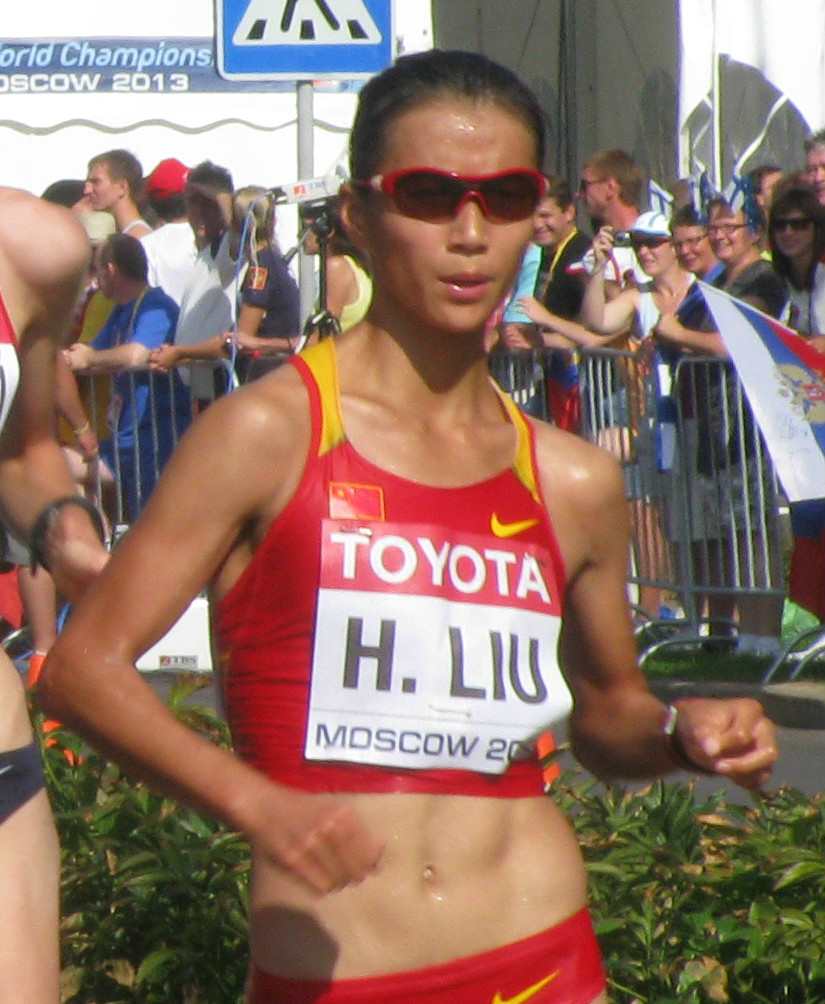
Liu Hong – Platz neunzehn
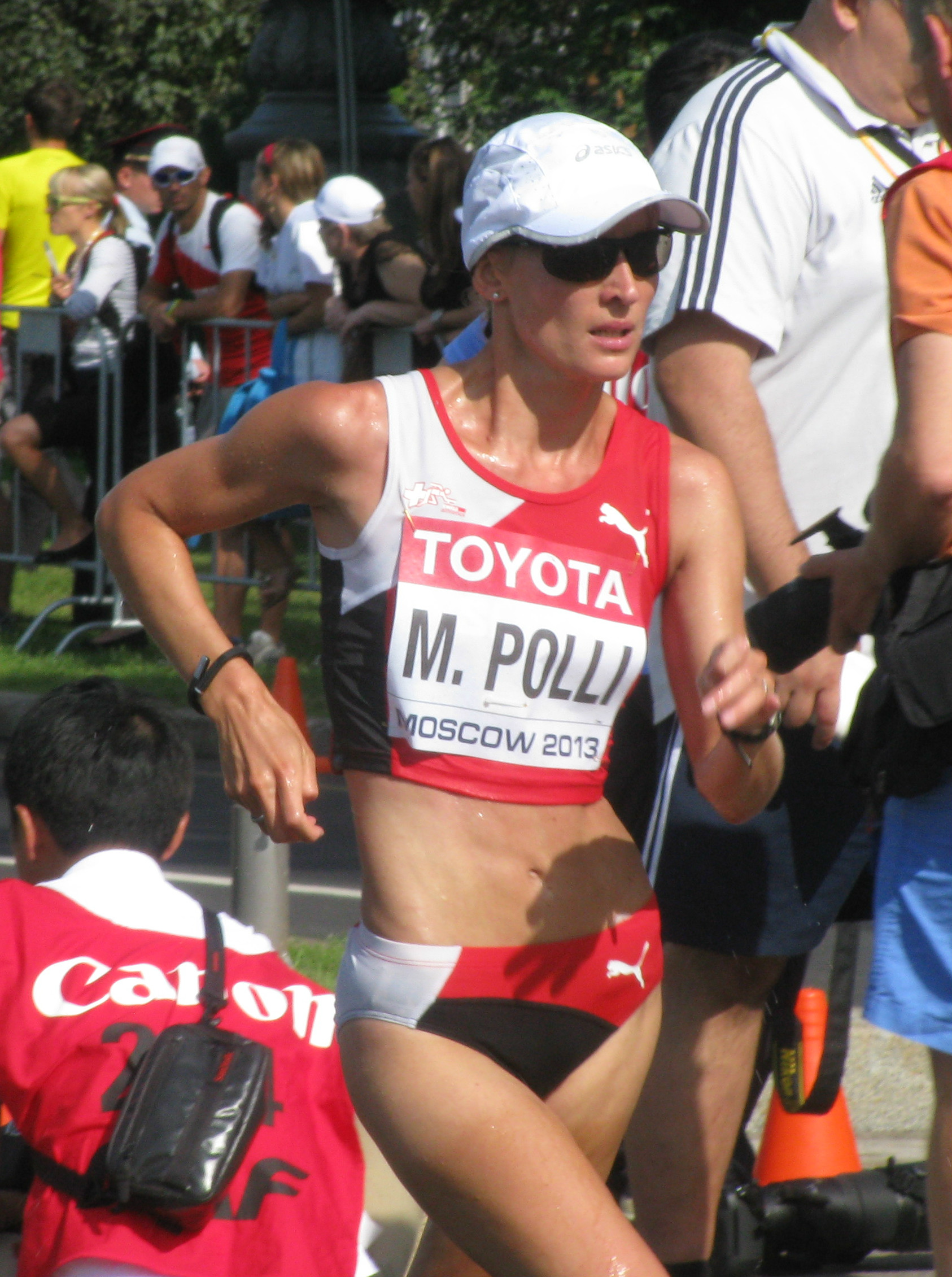
Marie Polli – Platz 21
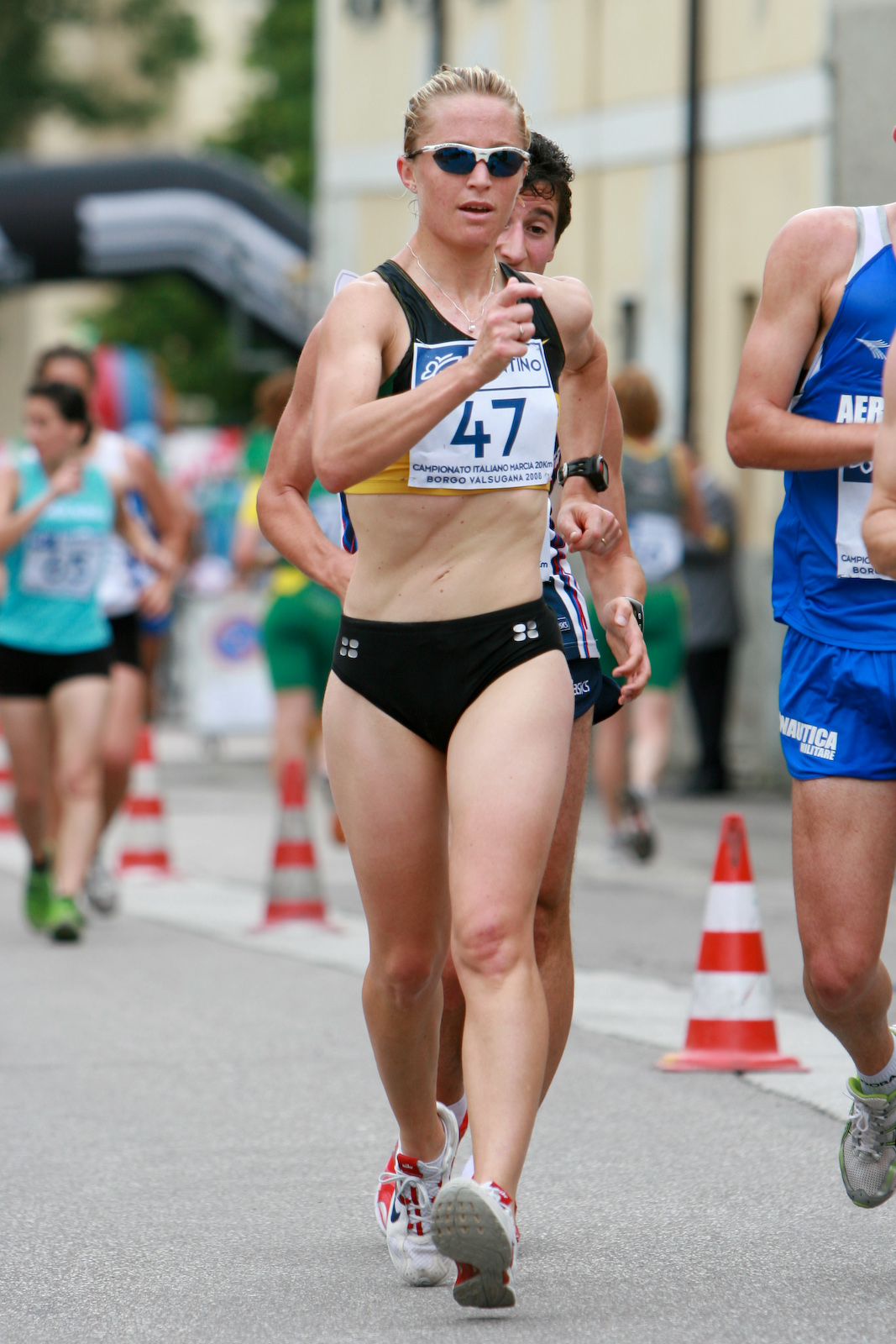
Elisa Rigaudo, 2006 EM-Dritte, erreichte in diesem Wettkampf nicht das Ziel

## Video
- Russians finish 1-2 in women's race walk, youtube.com, abgerufen am 8. November 2020